# Districte de Chimbonila
El districte de Chimbonila és un districte de Moçambic, situat a la província de Niassa. Té una superfície de 8.075 kilòmetres quadrats. En 2007 comptava amb una població de 94.972 habitants. Limita al nord amb els districtes de Lago, Sanga i Muembe, a l'oest amb el llac Niassa i amb Malawi, al sud amb el districte de N'gauma i a l'est amb el districte de Majune. No inclou el municipi de Lichinga.

## Divisió administrativa
El districte està dividit en tres postos administrativos (Chimbonila, Lione i
Meponda), compostos per les següents localitats:
- Posto Administrativo de Chimbonila:
  - Cholue
  - Machomane
  - Malica, e
  - Mussa
- Posto Administrativo de Lione:
  - Lione
- Posto Administrativo de Meponda:
  - Meponda,